# Vòng loại Giải vô địch bóng đá U-16 châu Á 2008
Đây là trang chi tiết về vòng loại Giải vô địch bóng đá U-16 châu Á 2008 do Liên đoàn bóng đá châu Á tổ chức. Vòng loại diễn ra từ ngày 17 tháng 10 đến ngày 28 tháng 10 năm 2007.

## Thể thức
- Hai đội nhất và nhì các bảng từ A-G cùng với đội nhất bảng H sẽ vào thi đấu ở vòng chung kết. Ngoài ra đội chủ nhà (chưa xác định) cũng được vào thẳng vòng chung kết.
- Ngày 18 tháng 2 uỷ ban kỷ luật của AFC đã ra quyết định loại  Bắc Triều Tiên,  Tajikistan và  Iraq ra khỏi vòng chung kết Giải vô địch bóng đá U-16 châu Á 2008 do dùng cầu thủ quá tuổi quy định.
- Đội chủ nhà được xác định là  Uzbekistan và lễ bốc thăm diễn ra ngày 1 tháng 4 năm 2008. Vòng chung kết sẽ diễn ra từ  4 tháng 10 đến 19 tháng 10

## Ký hiệu
|  | Đội đi tiếp vào vòng chung kết.                |
|  | Đội bị loại do dùng cầu thủ quá tuổi quy định. |

## Bảng A
Tất cả các trận đấu diễn ra ở Doha, Qatar
| Đội        | Điểm | Trận | Thắng | Hoà | Thua | Bàn Thắng | Bàn Thua | Hiệu số |
| ---------- | ---- | ---- | ----- | --- | ---- | --------- | -------- | ------- |
| Syria      | 15   | 5    | 5     | 0   | 0    | 20        | 2        | +18     |
| Yemen      | 10   | 5    | 3     | 1   | 1    | 12        | 8        | +4      |
| Qatar      | 9    | 5    | 3     | 0   | 2    | 11        | 11       | 0       |
| Oman       | 5    | 5    | 1     | 2   | 2    | 4         | 7        | −3      |
| Pakistan   | 4    | 5    | 1     | 1   | 3    | 4         | 10       | −6      |
| Kyrgyzstan | 0    | 5    | 0     | 0   | 5    | 6         | 19       | −13     |

22 tháng 10 năm 2007
| Syria | 6 - 0 | Pakistan |

| Oman | 1 - 2 | Qatar |

| Yemen | 3 - 2 | Kyrgyzstan |

25 tháng 10 năm 2007
| Kyrgyzstan | 0 - 3 | Syria |

| Qatar | 1 - 0 | Pakistan |

| Yemen | 1 - 1 | Oman |

27 tháng 10 năm 2007
| Syria | 3 - 0 | Qatar |

| Pakistan | 0 - 1 | Yemen |

| Kyrgyzstan | 0 - 2 | Oman |

30 tháng 10 năm 2007
| Qatar | 1 - 5 | Yemen |

| Oman | 0 - 4 | Syria |

| Pakistan | 4 - 2 | Kyrgyzstan |

2 tháng 11 năm 2007
| Syria | 4 - 2 | Yemen |

| Pakistan | 0 - 0 | Oman |

| Kyrgyzstan | 2 - 7 | Qatar |

## Bảng B
Tất cả các trận đấu diễn ra ở Tehran, Iran
| Đội         | Điểm    | Trận    | Thắng   | Hoà     | Thua    | Bàn Thắng | Bàn Thua | Hiệu số |
| ----------- | ------- | ------- | ------- | ------- | ------- | --------- | -------- | ------- |
| Iran        | 12      | 4       | 4       | 0       | 0       | 17        | 0        | +17     |
| Bahrain     | 7       | 4       | 2       | 1       | 1       | 5         | 9        | −4      |
| Kuwait      | 5       | 4       | 1       | 2       | 1       | 6         | 8        | −2      |
| Nepal       | 3       | 4       | 1       | 0       | 3       | 7         | 10       | −3      |
| Jordan      | 1       | 4       | 0       | 1       | 3       | 4         | 12       | −8      |
| Afghanistan | Bỏ cuộc | Bỏ cuộc | Bỏ cuộc | Bỏ cuộc | Bỏ cuộc | Bỏ cuộc   | Bỏ cuộc  | Bỏ cuộc |

17 tháng 10 năm 2007
| Nepal | 2 - 3 | Bahrain |

| Jordan | 3 - 3 | Kuwait |

19 tháng 10 năm 2007
| Bahrain | 0 - 7 | Iran |

| Nepal | 3 - 1 | Jordan |

21 tháng 10 năm 2007
| Bahrain | 2 - 0 | Jordan |

| Iran | 3 - 0 | Kuwait |

23 tháng 10 năm 2007
| Jordan | 0 - 4 | Iran |

| Kuwait | 3 - 2 | Nepal |

25 tháng 10 năm 2007
| Iran | 3 - 0 | Nepal |

| Bahrain | 0 - 0 | Kuwait |

## Bảng C
Tất cả các trận đấu diễn ra ở Ả Rập Xê Út
| Đội         | Điểm | Trận | Thắng | Hoà | Thua | Bàn Thắng | Bàn Thua | Hiệu số |
| ----------- | ---- | ---- | ----- | --- | ---- | --------- | -------- | ------- |
| Iraq        | 13   | 5    | 4     | 1   | 0    | 28        | 2        | +26     |
| Ấn Độ       | 13   | 5    | 4     | 1   | 0    | 18        | 2        | +16     |
| Ả Rập Xê Út | 9    | 5    | 3     | 0   | 2    | 13        | 7        | +6      |
| Liban       | 6    | 5    | 2     | 0   | 3    | 9         | 15       | −6      |
| Sri Lanka   | 3    | 5    | 1     | 0   | 4    | 3         | 22       | −19     |
| Bhutan      | 0    | 5    | 0     | 0   | 5    | 1         | 24       | −23     |

27 tháng 10 năm 2007
| Ả Rập Xê Út | 4 - 0 | Bhutan |

| Iraq | 5 - 0 | Liban |

| Ấn Độ | 6 - 0 | Sri Lanka |

30 tháng 10 năm 2007
| Iraq | 2 - 2 | Ấn Độ |

| Sri Lanka | 1 - 0 | Bhutan |

| Liban | 1 - 4 | Ả Rập Xê Út |

1 tháng 11 năm 2007
| Liban | 0 - 3 | Ấn Độ |

| Ả Rập Xê Út | 5 - 0 | Sri Lanka |

| Bhutan | 0 - 11 | Iraq |

4 tháng 11 năm 2007
| Sri Lanka | 0 - 7 | Iraq |

| Bhutan | 1 - 4 | Liban |

| Ấn Độ | 3 - 0 | Ả Rập Xê Út |

7 tháng 11 năm 2007
| Ả Rập Xê Út | 0 - 3 | Iraq |

| Bhutan | 0 - 4 | Ấn Độ |

| Liban | 4 - 2 | Sri Lanka |

## Bảng D
Tất cả các trận đấu diễn ra ở UAE
| Đội          | Điểm | Trận | Thắng | Hoà | Thua | Bàn Thắng | Bàn Thua | Hiệu số |
| ------------ | ---- | ---- | ----- | --- | ---- | --------- | -------- | ------- |
| Uzbekistan   | 13   | 5    | 4     | 1   | 0    | 17        | 7        | +10     |
| Tajikistan   | 10   | 5    | 3     | 1   | 1    | 12        | 5        | +7      |
| Turkmenistan | 8    | 5    | 2     | 2   | 1    | 8         | 8        | 0       |
| UAE          | 7    | 5    | 2     | 1   | 2    | 20        | 9        | +11     |
| Bangladesh   | 3    | 5    | 1     | 0   | 4    | 13        | 19       | −6      |
| Palestine    | 1    | 5    | 0     | 1   | 4    | 4         | 26       | −22     |

17 tháng 10 năm 2007
| Tajikistan | 1 - 1 | Turkmenistan |

| Bangladesh | 9 - 1 | Palestine |

| UAE | 2 - 2 | Uzbekistan |

20 tháng 10 năm 2007
| Bangladesh | 1 - 9 | UAE |

| Uzbekistan | 4 - 1 | Turkmenistan |

| Palestine | 0 - 4 | Tajikistan |

22 tháng 10 năm 2007
| Palestine | 1 - 6 | UAE |

| Tajikistan | 1 - 2 | Uzbekistan |

| Turkmenistan | 3 - 1 | Bangladesh |

25 tháng 10 năm 2007
| Uzbekistan | 3 - 2 | Bangladesh |

| Turkmenistan | 1 - 1 | Palestine |

| UAE | 2 - 3 | Tajikistan |

28 tháng 10 năm 2007
| Tajikistan | 3 - 0 | Bangladesh |

| Turkmenistan | 2 - 1 | UAE |

| Palestine | 1 - 6 | Uzbekistan |

## Bảng E
Tất cả các trận đấu diễn ra ở Trung Quốc
| Đội         | Điểm    | Trận    | Thắng   | Hoà     | Thua    | Bàn Thắng | Bàn Thua | Hiệu số |
| ----------- | ------- | ------- | ------- | ------- | ------- | --------- | -------- | ------- |
| Trung Quốc  | 12      | 4       | 4       | 0       | 0       | 28        | 1        | +27     |
| Singapore   | 9       | 4       | 3       | 0       | 1       | 17        | 3        | +14     |
| Guam        | 4       | 4       | 1       | 1       | 2       | 1         | 13       | -12     |
| Mông Cổ     | 4       | 4       | 1       | 1       | 2       | 1         | 13       | -12     |
| Ma Cao      | 0       | 4       | 0       | 0       | 4       | 1         | 18       | -17     |
| Philippines | Bỏ cuộc | Bỏ cuộc | Bỏ cuộc | Bỏ cuộc | Bỏ cuộc | Bỏ cuộc   | Bỏ cuộc  | Bỏ cuộc |

1 tháng 10 năm 2007
| Trung Quốc | 12 - 0 | Ma Cao |

| Singapore | 8 - 0 | Mông Cổ |

3 tháng 10 năm 2007
| Singapore | 4 - 0 | Guam |

| Mông Cổ | 0 - 5 | Trung Quốc |

5 tháng 10 năm 2007
| Mông Cổ | 0 - 0 | Guam |

| Ma Cao | 1 - 4 | Singapore |

7 tháng 10 năm 2007
| Ma Cao | 0 - 1 | Mông Cổ |

| Guam | 0 - 9 | Trung Quốc |

9 tháng 10 năm 2007
| Trung Quốc | 2 - 1 | Singapore |

| Ma Cao | 0 - 1 | Guam |

## Bảng F
Tất cả các trận đấu diễn ra ở Lebak Bulus, Indonesia
| Đội       | Điểm | Trận | Thắng | Hoà | Thua | Bàn Thắng | Bàn Thua | Hiệu số |
| --------- | ---- | ---- | ----- | --- | ---- | --------- | -------- | ------- |
| Nhật Bản  | 15   | 5    | 5     | 0   | 0    | 22        | 1        | +21     |
| Indonesia | 9    | 5    | 3     | 0   | 2    | 7         | 4        | +3      |
| Lào       | 9    | 5    | 3     | 0   | 2    | 12        | 4        | +8      |
| Campuchia | 5    | 5    | 1     | 2   | 2    | 3         | 15       | −12     |
| Việt Nam  | 2    | 5    | 0     | 2   | 3    | 3         | 11       | −8      |
| Hồng Kông | 2    | 5    | 0     | 2   | 3    | 1         | 13       | −12     |

24 tháng 10 năm 2007
| Nhật Bản | 2 - 0 | Lào |

| Việt Nam | 1 - 1 | Campuchia |

26 tháng 10 năm 2007
| Hồng Kông | 0 - 1 | Indonesia |

| Campuchia | 0 - 7 | Nhật Bản |

28 tháng 10 năm 2007
| Việt Nam | 0 - 0 | Hồng Kông |

| Indonesia | 1 - 0 | Lào |

30 tháng 10 năm 2007
| Campuchia | 1 - 1 | Hồng Kông |

| Nhật Bản | 2 - 1 | Indonesia |

1 tháng 11 năm 2007
| Lào | 2 - 1 | Việt Nam |

| Hồng Kông | 0 - 7 | Nhật Bản |

3 tháng 11 năm 2007
| Indonesia | 4 - 1 | Việt Nam |

| Lào | 6 - 0 | Campuchia |

5 tháng 11 năm 2007
| Nhật Bản | 4 - 0 | Việt Nam |

| Lào | 4 - 0 | Hồng Kông |

| Campuchia | 1 - 0 | Indonesia |

## Bảng G
Tất cả các trận đấu diễn ra ở Singapore
| Đội            | Điểm    | Trận    | Thắng   | Hoà     | Thua    | Bàn Thắng | Bàn Thua | Hiệu số |
| -------------- | ------- | ------- | ------- | ------- | ------- | --------- | -------- | ------- |
| Bắc Triều Tiên | 4       | 2       | 1       | 1       | 0       | 4         | 0        | 4       |
| Úc             | 4       | 2       | 1       | 1       | 0       | 2         | 0        | 2       |
| Malaysia       | 0       | 2       | 0       | 0       | 2       | 0         | 6        | −6      |
| Đông Timor     | Bỏ cuộc | Bỏ cuộc | Bỏ cuộc | Bỏ cuộc | Bỏ cuộc | Bỏ cuộc   | Bỏ cuộc  | Bỏ cuộc |
| Maldives       | Bỏ cuộc | Bỏ cuộc | Bỏ cuộc | Bỏ cuộc | Bỏ cuộc | Bỏ cuộc   | Bỏ cuộc  | Bỏ cuộc |
| Myanmar        | Bỏ cuộc | Bỏ cuộc | Bỏ cuộc | Bỏ cuộc | Bỏ cuộc | Bỏ cuộc   | Bỏ cuộc  | Bỏ cuộc |

17 tháng 10 năm 2007
| Malaysia | 0 - 2 | Úc |

19 tháng 10 năm 2007
| Úc | 0 - 0 | Bắc Triều Tiên |

21 tháng 10 năm 2007
| Bắc Triều Tiên | 4 - 0 | Malaysia |

## Bảng H
Tất cả các trận đấu diễn ra ở  Băng Cốc, Thái Lan
| Đội      | Điểm | Trận | Thắng | Hoà | Thua | Bàn Thắng | Bàn Thua | Hiệu số |
| -------- | ---- | ---- | ----- | --- | ---- | --------- | -------- | ------- |
| Hàn Quốc | 9    | 4    | 3     | 0   | 1    | 28        | 5        | +23     |
| Thái Lan | 6    | 4    | 2     | 0   | 2    | 15        | 7        | +8      |
| Đài Loan | 3    | 4    | 1     | 0   | 3    | 2         | 33       | −31     |

17 tháng 10 năm 2007
| Hàn Quốc | 11 - 0 | Đài Loan |

19 tháng 10 năm 2007
| Đài Loan | 2 - 1 | Thái Lan |

21 tháng 10 năm 2007
| Thái Lan | 1 - 4 | Hàn Quốc |

24 tháng 10 năm 2007
| Đài Loan | 0 - 12 | Hàn Quốc |

26 tháng 10 năm 2007
| Thái Lan | 9 - 0 | Đài Loan |

28 tháng 10 năm 2007
| Hàn Quốc | 1 - 4 | Thái Lan |

## Các đội tham gia vòng chung kết
| - Ả Rập Xê Út - Ấn Độ - Bahrain - Hàn Quốc | - Indonesia - Iran - Malaysia - Nhật Bản | - Singapore - Syria - Trung Quốc - Turkmenistan | - UAE - Uzbekistan(chủ nhà) - Úc - Yemen |